# Максимилиан I (Хоенцолерн-Зигмаринген)
Максимилиан I фон Хоенцолерн-Зигмаринген (на немски: Maximilian I von Hohenzollern-Sigmaringen; * 20 януари 1636 в Мюнхен; † 13 август 1689 в Зигмаринген) от швабската линия на Хоенцолерните е третият княз на Хоенцолерн-Зигмаринген (1681 – 1689).
Той е големият син на княз Майнрад I фон Хоенцолерн-Зигмаринген (1605 – 1681) и съпругата му Анна Мариа, фрайин фон Тьоринг (1613 – 1682). При раждането му неговият баща е на баварска служба. Максимилиан е кръстен на баварския курфюрст Максимилиан I.
Заедно с по-малкия си брат Франц Антон (1657 – 1702) той постъпва на императорска австрийска служба. За император Леополд I той се бие в 4. Австрийско-турската война 1663/1664 г.

## Фамилия
Максимилиан I се жени на 12 януари 1666 г. в замък Боксмеер, Нидерландия за графиня Мария Клара фон Берг с'Хееренберг (* 27 април 1635; † 15 юли 1715), дъщеря на граф Алберт ван Берг с'Хееренберг и наследява след смъртта на брат ѝ Освалд III през 1702 г. графството с'Хееренберг (в Нидерландия), което така отива на Хоенцолерните. Те имат 12 деца:
- Анна Мария (21 декември 1666 – 3 август 1668)
- Мария Магдалена Клара (3 октомври 1668 – сл. 1722), монахиня в манастир Гнадентал
- Мария Терезия Клеофа (26 октомври 1669 – 13 февруари 1731), монахиня в манастир Бухау
- Майнрад II (1 ноември 1673 – 20 октомври 1715), княз на Хоенцолерн-Зигмаринген, женен на 22 ноември 1700 г. за графиня Йохана Катарина фон Монфорт-Тетнанг (1678 – 1759)
- Франц Алберт Освалд (24 юли 1676 – 24 януари 1748), каноник в Кьолн
- Франц Хайнрих (4 април 1678 – 5 май 1731), каноник в Кьолн и Аугсбург
- Карл Антон (14 ноември 1679 – 10 април 1684)
- Антон Сидониус (17 декември 1681 – 18 февруари 1719), убит в битка, женен на 23 януари 1712 г. в Моравия за графиня Мария Йозефа фон Верденберг-Намиест (1687 – 1745)
- Йохан Франц Антон (30 юлу 1683 – 1733), убит в битка, женен I. 1712 г. за Мария Барбара Кордула Терезия Еверхардт фон Лихтенхааг, II. за Мария Антония Клаудиа фон Фраунберг (* 1705)
- Максимилиан Фробен Мария (6 ноември 1685 – 17 март 1734), монах в Салем
- Карл (1687 – 1689)
- Фридерика Кристиана Мария (12 ноември 1688 – 14 септември 1745), омъжена на 6 юни 1718 г. в Боксмеер за граф Себастиан фон Монфор-Тетнанг (1684 – 1728)